# Gymnochthebius fontinalis
Gymnochthebius fontinalis är en skalbaggsart som beskrevs av Perkins 2005. Gymnochthebius fontinalis ingår i släktet Gymnochthebius och familjen vattenbrynsbaggar. Inga underarter finns listade i Catalogue of Life.